# I Wanna (Marija Naumova)
I Wanna è stato il brano musicale vincitore dell'Eurovision Song Contest 2002, scritto e interpretata da Marija Naumova, nota anche come Marie N ed in gara in rappresentanza della Lettonia.
Con questa vittoria, la Lettonia è diventato il secondo Paese baltico a vincere l'Eurovision Song Contest dopo l'Estonia, che ci era riuscita nell'edizione precedente, ovvero nel 2001.

## Classifiche
| Classifica (2002) | Posizione massima |
| ----------------- | ----------------- |
| Belgio (Fiandre)  | 65                |